# La signora amava le rose (dramma)
La signora amava le rose (The Subject Was Roses) è un'opera teatrale dello scrittore statunitense Frank D. Gilroy, debuttato nel 1964. Il dramma si rivelò un successo da oltre ottocento repliche e vinse il Premio Pulitzer per la drammaturgia ed il Tony Award alla migliore opera teatrale. Nel 1968 Ulu Grosbard ha diretto un omonimo adattamento cinematografico dell'opera.

## Trama
Il giovane Timmy Cleary torna a casa nel Bronx dopo aver combattutto in Europa durante la seconda guerra mondiale. Il matrimonio dei genitori è in crisi e i due litigano furiosamente e di continuo per ogni cosa. Timmy, da sempre più vicino alla madre, cerca di rimanere neutrale e un giorno prende delle rose e suggerisce al padre John di regalarle alla moglie. Nettie è commosso dal gesto e la famiglia esce a festeggiare la ritrovata tranquillità e il ritorno del figlio. Più tardi quella notte John vorrebbe fare l'amore con la moglie, ma la donna lo rigetta e gli intima di andare da una delle sue prostitute e rompe il vaso con le rose. Umiliato, John confessa a Nettie che è il figlio ad averle preso le rose.
La mattina dopo John va a messa e Timmy accusa la madre di non cercare di salvare il matrimonio. Nettie decide di lasciare i due uomini da soli per un po' a parlare, ma quando torna i due stanno litigando e Timmy è mezzo ubriaco. Alla fine, Timmy decide di andarsene di casa e i genitori, a malincuore, accettano che è la soluzione migliore. I tre fanno colazione insieme per l'ultima volta.